# Wymyt

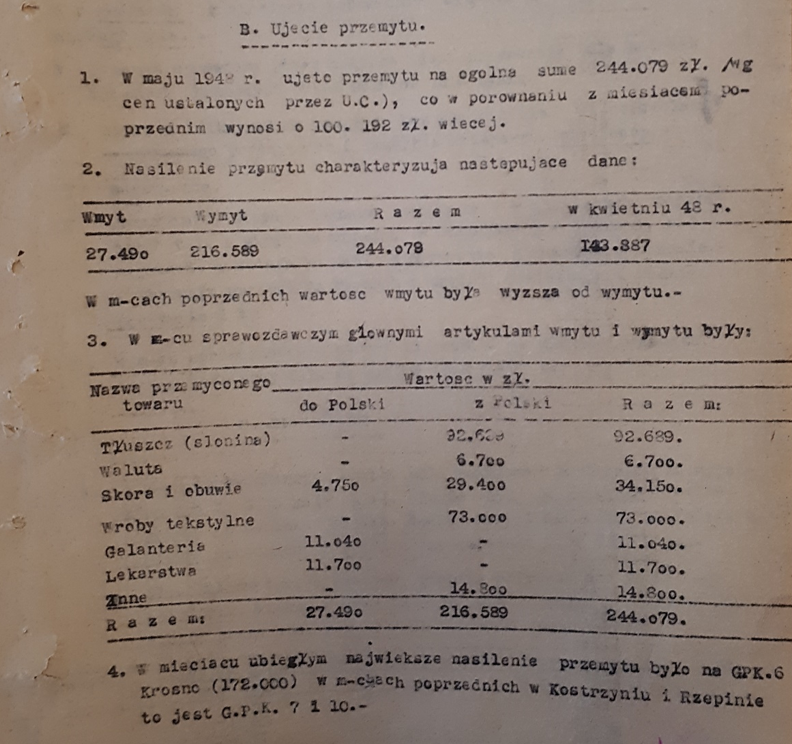
Sprawozdanie 10 Brygady Ochrony Pogranicza z 6 czerwca 1948 r., opisujące wartość i specyfikację wmytu i wymytu na zachodniej granicy państwa.

Wymyt – dawne określenie nielegalnego wywozu towarów z pominięciem wywozowych opłat celnych oraz innych należności publicznoprawnych, a także ograniczeń wywozowych. Wymyt stanowi odwrotność przemytu.
Przykładowo w latach trzydziestych XX w. z Polski do Czechosłowacji wymycano płody rolne, drób oraz konie. Wymyt ten stanowił zagrożenie dla gospodarki czechosłowackiej, stąd w celu ograniczenia skali występującego zjawiska władze Czechosłowacji zmuszone były wprowadzić na terytorium państwa rejestr zwierząt oraz wydać karty identyfikacyjne dla koni.